# 惠淑帝姬
惠淑帝姬（1105年—1105年），宋徽宗之女，母懿肃贵妃王氏。
宋徽宗崇寧四年（1105年）闰二月二十八日生，六月封惠庆公主，当年十月二十一日夭折，仅一岁。追封鄧国公主。政和三年（1113年），改公主号为帝姬，国号改为二字美名，政和四年（1114年）十二月，追封惠淑帝姬。